# Ammannia rigidula
Ammannia rigidula är en fackelblomsväxtart som först beskrevs av Otto Wilhelm Sonder, och fick sitt nu gällande namn av S.A.Graham och Gandhi. Ammannia rigidula ingår i släktet Ammannia och familjen fackelblomsväxter. Inga underarter finns listade i Catalogue of Life.